# Jens Reimers
Jens Reimers (* 15. August 1941 in Salzwedel; † 19. November 2001 in Düsseldorf) war ein deutscher Diskuswerfer.
Bei den Leichtathletik-Europameisterschaften 1966 in Budapest und den Olympischen Spielen 1968 in Mexiko-Stadt schied er in der Qualifikation aus.
1961, 1962, 1963 und 1965 wurde er Deutscher Meister im Diskuswurf. Seine persönliche Bestleistung von 61,38 m stellte er am 14. Oktober 1967 in Oberhausen auf.
Jens Reimers startete für Rot-Weiß Oberhausen.